# Jódžiró Takahagi
Jódžiró Takahagi (* 12. srpen 1986) je japonský fotbalista.

## Klubová kariéra
Hrával za Sanfrecce Hiroshima, Ehime FC, Western Sydney Wanderers, Seoul.

## Reprezentační kariéra
Jódžiró Takahagi odehrál za japonský národní tým v roce 2013 celkem 2 reprezentační utkání.

## Statistiky
| Japonsko | Japonsko | Japonsko |
| Roky     | Záp.     | Góly     |
| -------- | -------- | -------- |
| 2013     | 2        | 0        |
| 2014     | 0        | 0        |
| 2015     | 0        | 0        |
| 2016     | 0        | 0        |
| 2017     | 1        | 0        |
| Celkem   | 3        | 0        |